# Moyra Davey
Pour les articles homonymes, voir Davey.
Moyra Davey née en 1958 à Toronto est une photographe canadienne. Elle vit et travaille à New York.

## Biographie
Moyra Davey née en 1958, étudie à l'Université Concordia de Montréal et à l'Université de Californie à San Diego. Le travail de Morey Davey explore la vie quotidienne et le passage du temps. Elle photographie la poussière, de vieux journaux intimes, les bouteilles d'alcool vides correspondant à cinq années de consommation. Elle fige les éléments et se concentre sur le processus et le changement.
Dans les années 1970, Moyra Davey photographie ses sœurs et ses proches. En 1999, elle photographie des piles de livres dans des environnements privés. Les images de livres présentent une opposition entre la promesse d'une organisation du savoir et la couche de poussière qui les recouvrent. En 2007, elle réalise une série de photographies-postées. Elle plie ses photographie comme des enveloppes. Elle les envoie à des amis par la poste qui lui retournent son courrier. Elle expose au Moma en 2011, ces photographies-lettres qui ont voyagé, avec des photographies qu'elle a prise à la bibliothèque ou dans des cafés. Les photographies sont épinglées au mur, comme des objets sans valeur et fragiles.
Dans les années 2000, Morey Davey se tourne vers la vidéo. Pour le film Les Goddesses, Morey Davey photographie des extraits des lettres écrites par Mary Wollstonecraft à sa fille Mary Wollstonecraft Shelley et des écrits de Mary Wollstonecraft Shelley à sa demi-sœur, Claire Clairmont. Morey Davey ajoute un récit intime avec des photographies de son propre univers des années 1980.

## Expositions
- Sisters, 1979
- Copperheads (Têtes de cuivre), 1989–1990
- Newsstands (Kiosques à journaux), 1994
- Le document moderniste, Galerie d’art Leonard et Bina Ellen, Montréal, 1999
- Books and Dust, 1999[2]
- The coffee shop, the library, MOMA, New York, 2011[2]
- Mary, Marie, 2011[1]
- We Are Young and We Are Friends of Time, 2011[1]
- Seven, 2014[5]
- Les Goddesses, Art Institute of Chicago, 2019
- I confess, greengrassi, Londres, 2019
- Les fervents, Musée des beaux-arts du Canada, Ottawa, 2020[4]
- Exposé.es, Palais de Tokyo, 2023

## Distinctions
- Anonymous Was A Woman Award, 2004[6]
- The Louis Comfort Tiffany Foundation Award, 2010[7]
- Scotiabank Photography Award, 2018[8]
- John Simon Guggenheim Memorial Foundation Fellowship, 2020[9]
- Governor General's Awards in Visual and Media Arts, 2022[10]